# Moreno Pellizzon
Moreno Pellizzon (15 de octubre de 1996) es un deportista italiano que compite en ciclismo de montaña en la disciplina de campo a través. Ganó una medalla de bronce en el Campeonato Europeo de Ciclismo de Montaña de 2014, en la prueba por relevos.

## Palmarés internacional
| Campeonato Europeo | Campeonato Europeo    | Campeonato Europeo | Campeonato Europeo         |
| Año                | Lugar                 | Medalla            | Competición                |
| ------------------ | --------------------- | ------------------ | -------------------------- |
| 2014               | St. Wendel (Alemania) | Medalla de bronce  | Campo a través por relevos |